# ماردریایی نواردار

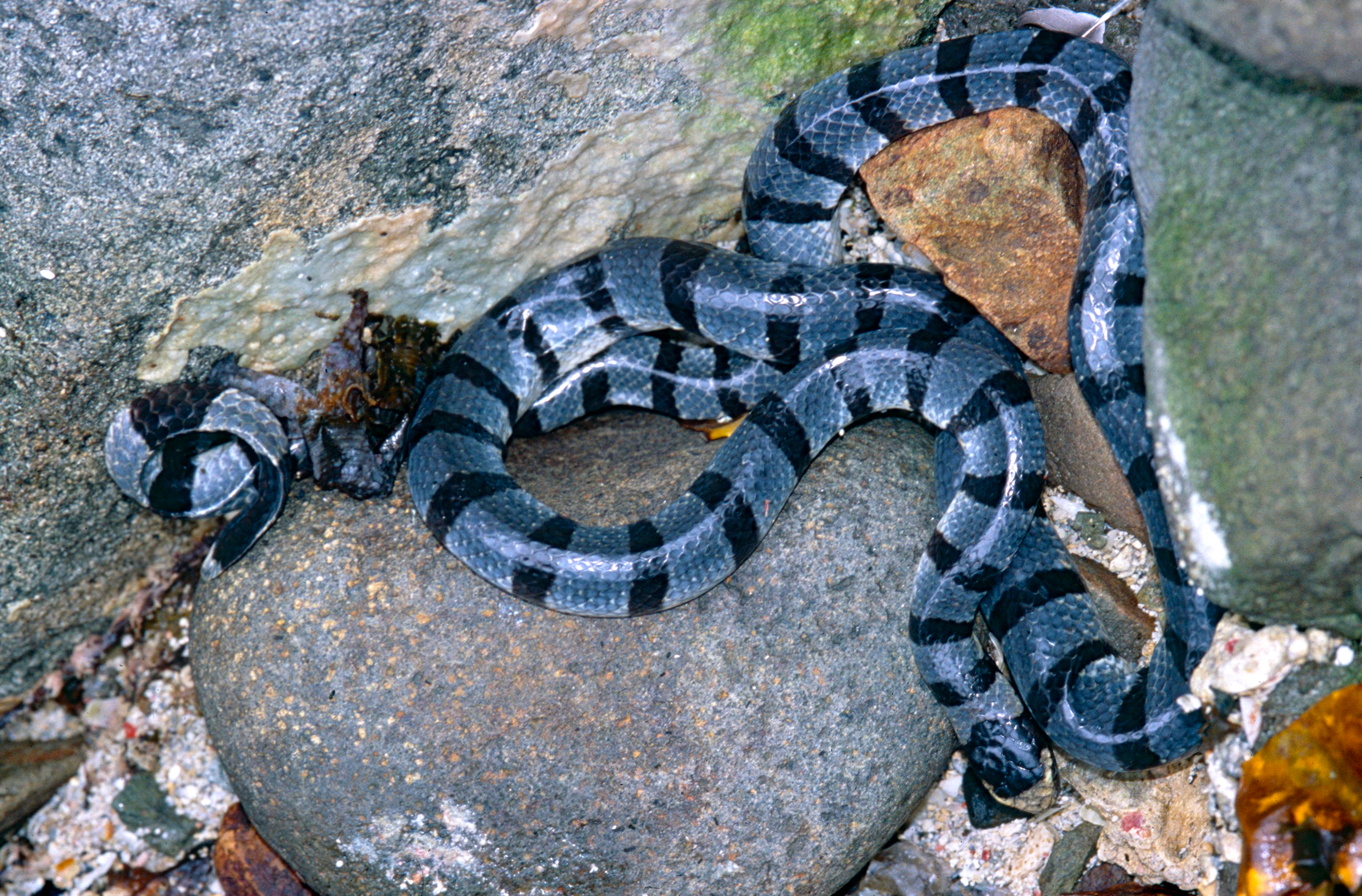
کریت دریایی لب زرد

ماردریایی نواردار یا کریت دریایی لب زرد (انگلیسی: Yellow-lipped sea krait) یک گونه (زیست‌شناسی) مار دریایی سمی ( دریاماریان) است که در آب‌های اقیانوسی هند و اقیانوس آرام (هند-آرام یافت می‌شود. این مار دارای نوارهای مشکی مشخص و پوزه زرد است و دمی شبیه به دست و پا زدن برای شنا دارد. شتر وقت خود را در زیر آب برای شکار می گذراند، اما برای هضم، استراحت و تولید مثل به خشکی بازمی گردد. سم عصبی( نوروتوکسین) بسیار قوی دارد که از آن برای شکار مارماهی ها و ماهی های کوچک استفاده می کند. به دلیل تمایل به خشکی، کریت دریایی لب زرد اغلب با انسان برخورد می کند، اما مار تهاجمی نیست و تنها زمانی حمله می کند که احساس خطر کند.